# Barca solar

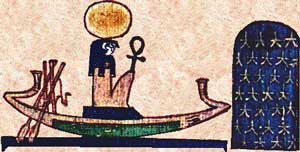
Rá na barca solar

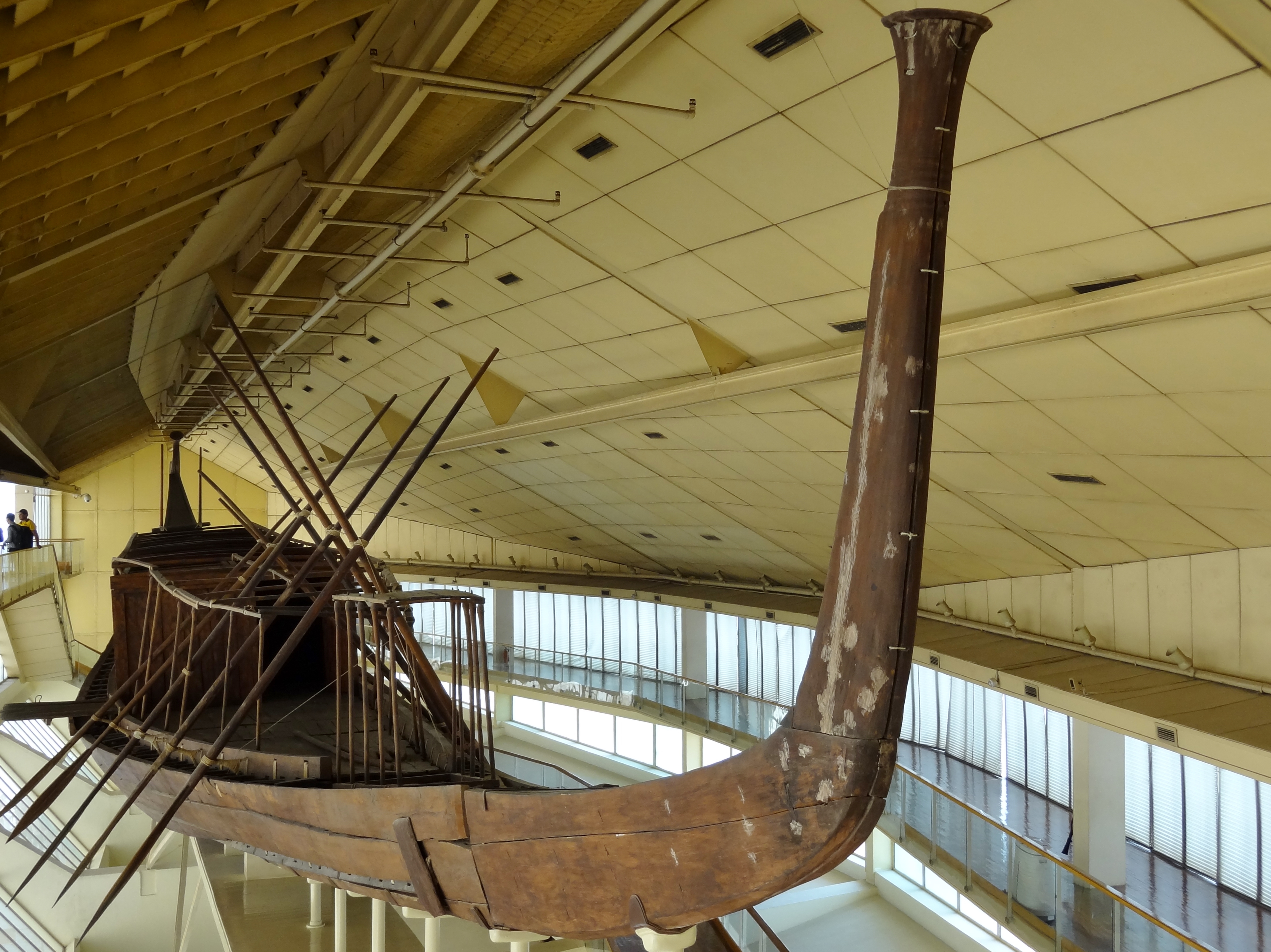
Barca funerária de Khufu

Uma barca solar era na mitologia egípcia um navio onde viajavam os deuses.
Estas barcas eram representadas na arte de diferentes maneiras, conforme a divindade a elas associadas (por exemplo, existiam diferenças ao nível da proa e da popa, no tipo de remos, …).
Segundo o mito egípcio, o deus Rá deslocava-se numa barca pelo céu, "a barca de milhões de anos". De noite o deus tinha que atravessar o submundo noutra barca, sendo atacado pela serpente Apófis que queria destruir o navio. Contudo, Rá conseguia sair sempre vitorioso, ajudado por outros deuses que viajavam com ele, renascendo todos os dias de manhã e trazendo a luz que os humanos tanto necessitavam. Nos túmulos do Vale dos Reis muitas imagens evocam esta viagem noturna.

## Barca funerária de Khufu
Em 1954 foi descoberta, junto à grande pirâmide de Guiza (ou Gizé), uma barca pertencente ao rei Quéops, da IV dinastia. Esta barca, construída em madeira de cedro, encontrava-se desmontada em 1224 peças, tendo sido necessários catorze anos para montá-la. Possui 43,6 metros de comprimento, com uma proa que se eleva a 5 metros e popa a 7 metros. Atualmente a barca foi transportada do museu construído no local onde foi encontrada para o novo museu do Cairo. De acordo com a mentalidade egípcia, esta barca deveria ser utilizada pelo rei na sua viagem pelo céu com o seu pai, o deus Rá.
Conhecem-se também vestígios de barcas solares em tijolo nos templos erguidos em Abu Gurab e Abusir na época da V dinastia que serviriam os mesmos propósitos, como a barca solar de Userkaf, com 30 metros de comprimento.